# Verreries-de-Moussans
Verreries-de-Moussans (okzitanisch: Las Veirièiras de Moçan) ist eine französische Gemeinde mit 88 Einwohnern (Stand: 1. Januar 2022) im Département Hérault in der Region Okzitanien. Verreries-de-Moussans gehört zum Arrondissement Béziers und zum Kanton Saint-Pons-de-Thomières. 

## Geographie
Verreries-de-Moussans liegt in den südlichsten Ausläufern des Zentralmassivs, zwischen dem Jaurtal und der zum Mittelmeer abfallenden Tiefebene, nördlich von Narbonne, im Tal des Flusses Thoré. Das Gemeindegebiet gehört zum Regionalen Naturpark Haut-Languedoc. Umgeben wird Verreries-de-Moussans von den Nachbargemeinden Courniou im Norden, Saint-Pons-de-Thomières im Osten, Rieussec im Südosten, Boisset im Süden, Ferrals-les-Montagnes im Westen und Südwesten sowie Labastide-Rouairoux im Nordwesten.

## Demographie
| 1962                      | 1968 | 1975 | 1982 | 1990 | 1999 | 2006 | 2013 |
| ------------------------- | ---- | ---- | ---- | ---- | ---- | ---- | ---- |
| 295                       | 252  | 139  | 113  | 106  | 105  | 98   | 92   |
| Quelle: Cassini und INSEE |      |      |      |      |      |      |      |

## Sehenswürdigkeiten

Kirche Saint-Thomas

- Kirche Saint-Thomas